# Relaciones Costa de Marfil-España

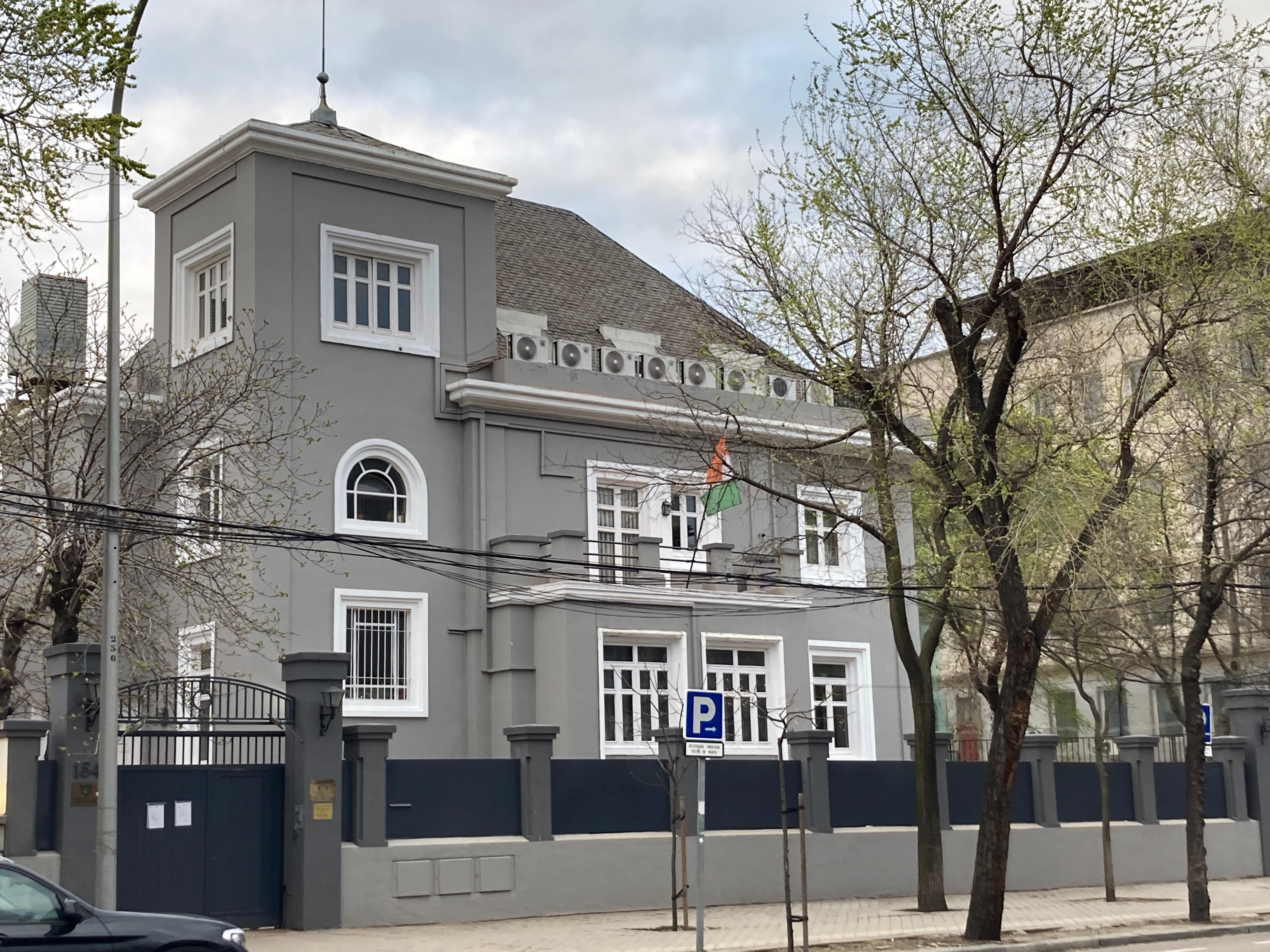
Embajada de Costa de Marfil en Madrid.

Las relaciones Costa de Marfil-España son las relaciones bilaterales entre el Reino de España y el país africano de Costa de Marfil. Costa de Marfil tiene una embajada en Madrid, y consulados en Barcelona, Bilbao, en Las Palmas de Gran Canaria, Málaga, Murcia, Oviedo, Sevilla, Tarragona, Valencia, Valladolid, Zaragoza y La Coruña. España tiene una embajada en Abiyán.

## Relaciones diplomáticas
En el ámbito político e institucional, las relaciones entre España y Costa de Marfil son cordiales y fluidas. El Estado marfileño valoró muy positivamente la permanencia de España en el país a lo largo de todo el conflicto postelectoral, incluido durante las fases más violentas.
Para Costa de Marfil, el papel de España y de la economía española en el ámbito de la Unión Europea es especialmente relevante. Se percibe un aumento de la presencia española en África, sobre todo en África Occidental. Costa de Marfil es considerada como socio prioritario de España en el III Plan África.

## Relaciones económicas
La balanza comercial de España con Costa de Marfil ha sido tradicionalmente deficitaria para España, por el considerable volumen de importaciones de materias primas procedente de Costa de Marfil. La presencia comercial y económica de España en Costa de Marfil es todavía reducida, pero aumenta de manera continua y progresiva, y ahora que la situación política se ha normalizado, los negocios retoman el curso normal. En junio de 2014 se reabrió la Oficina Económica y Comercial de la Embajada de España en Abiyán.

## Cooperación
En 1998 España figuró como primer “socio para el desarrollo” con Costa de Marfil y, otorgó a este país la consideración de prioritario para su cooperación internacional.
Costa de Marfil no ha sido un país incluido en las prioridades geográficas de los Planes Directores de Cooperación (tampoco en el de 2018-2021). Existe cooperación española en el país a través de dos vías: cooperación financiada por el gobierno español a través de organismos internacionales y regionales (PNUD y CEDEAO principalmente), y cooperación ejecutada por españoles o nacionales de terceros países vinculados a España por la institución en la que se entroncan, fundamentalmente religiosas.
En 2013 España canceló la deuda de Costa de Marfil por un monto de 172,75 millones de euros y 4,63 millones de dólares, como consecuencia de que el país hubiese alcanzado el punto de culminación en el marco de la iniciativa Países Pobres Altamente Endeudados. El 8 de octubre de 2017 se firmó en Abiyán un acuerdo para el Programa de Conversión de Deuda (PCD) por valor de 102,5 millones de euros. Este acuerdo supone la constitución de un fondo, dotado con 52 millones de euros, destinados a financiar proyectos en los sectores de agua y energía en Costa de Marfil.